# 谢勒滕
谢勒滕是德国下萨克森州的一个市镇。总面积80.02平方公里，总人口8138人，其中男性4021人，女性4117人（2011年12月31日），人口密度102人/平方公里。